# Encyclia diurna
Encyclia diurna är en orkidéart som först beskrevs av Nikolaus Joseph von Jacquin, och fick sitt nu gällande namn av Rudolf Schlechter. Encyclia diurna ingår i släktet Encyclia och familjen orkidéer. Inga underarter finns listade i Catalogue of Life.

## Bildgalleri

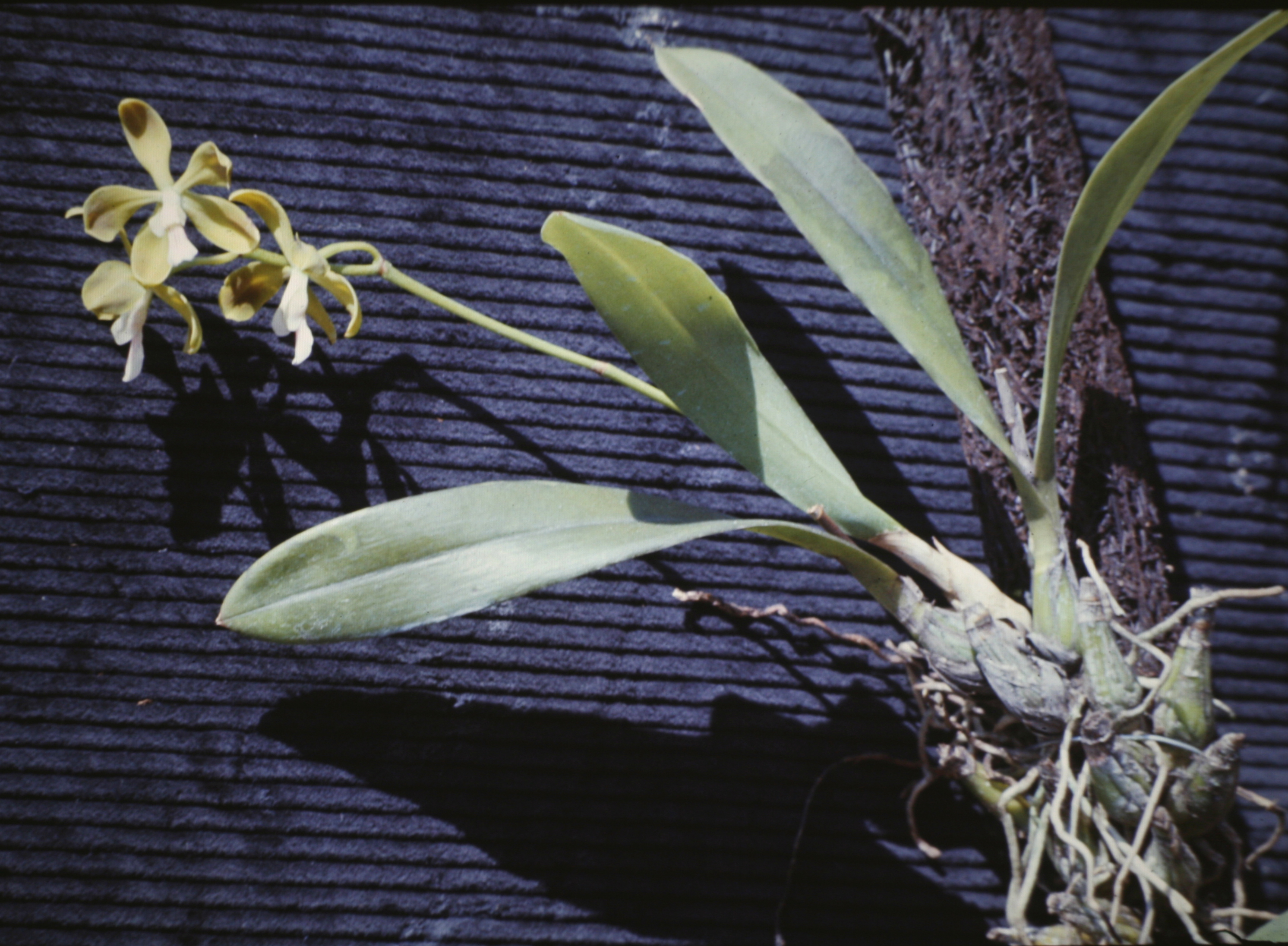
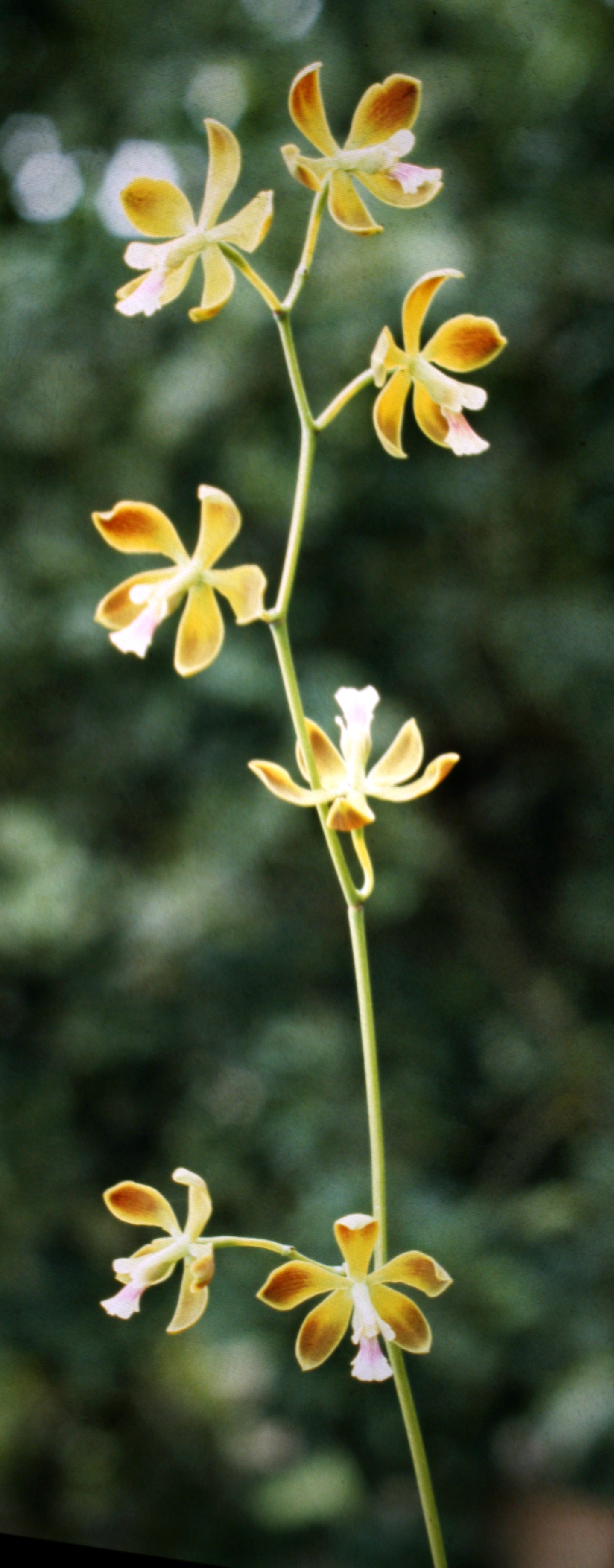
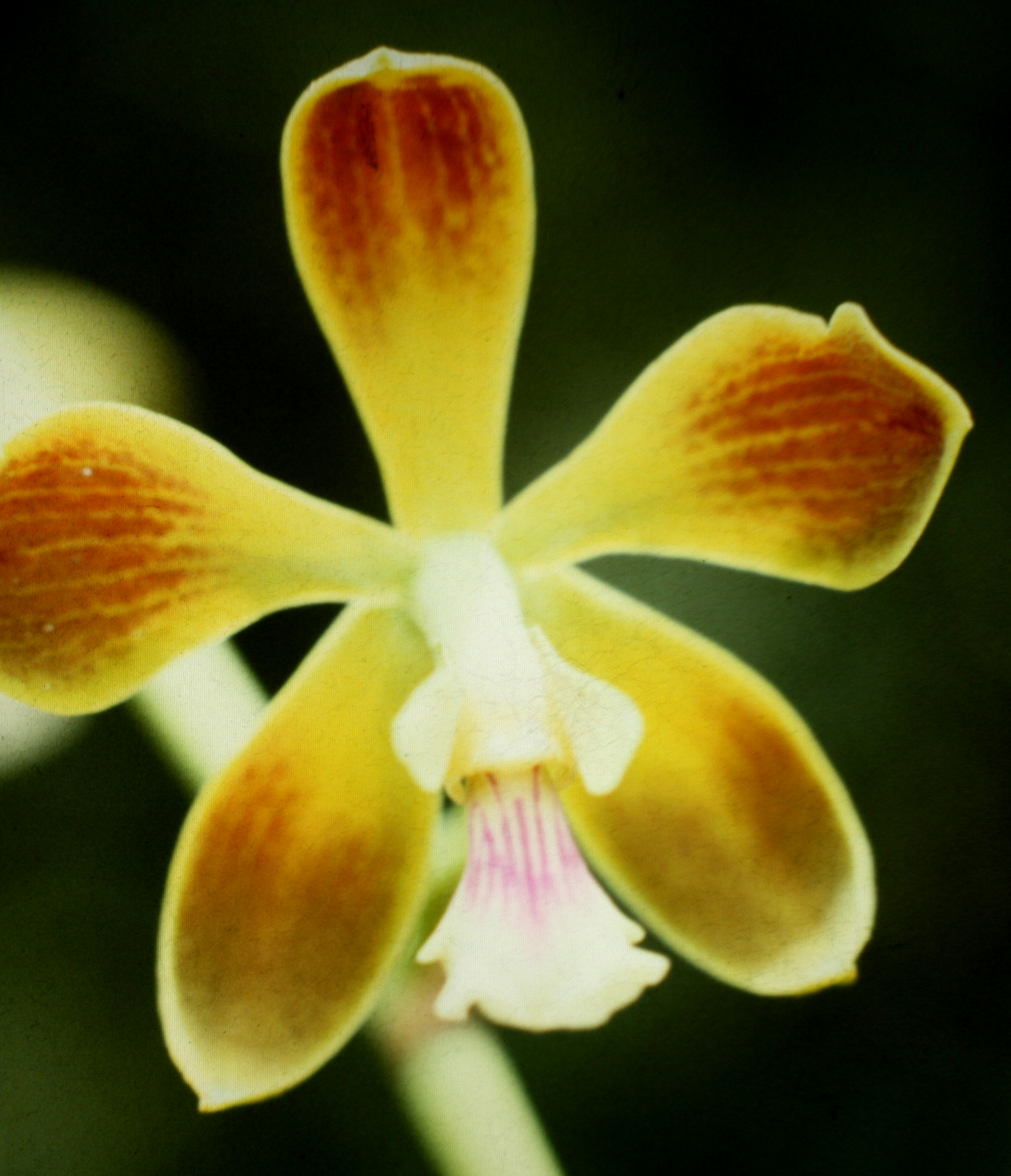